# 巨骨穴
巨骨穴是属于手陽明大腸經的腧穴。

## 定位
鎖骨肩峰端與肩胛岡之間凹陷處

## 主治
肩臂疼痛等。

## 操作
直刺0.4～0.6寸，不可深刺，否則可刺入胸腔；可灸。